# Moto-école

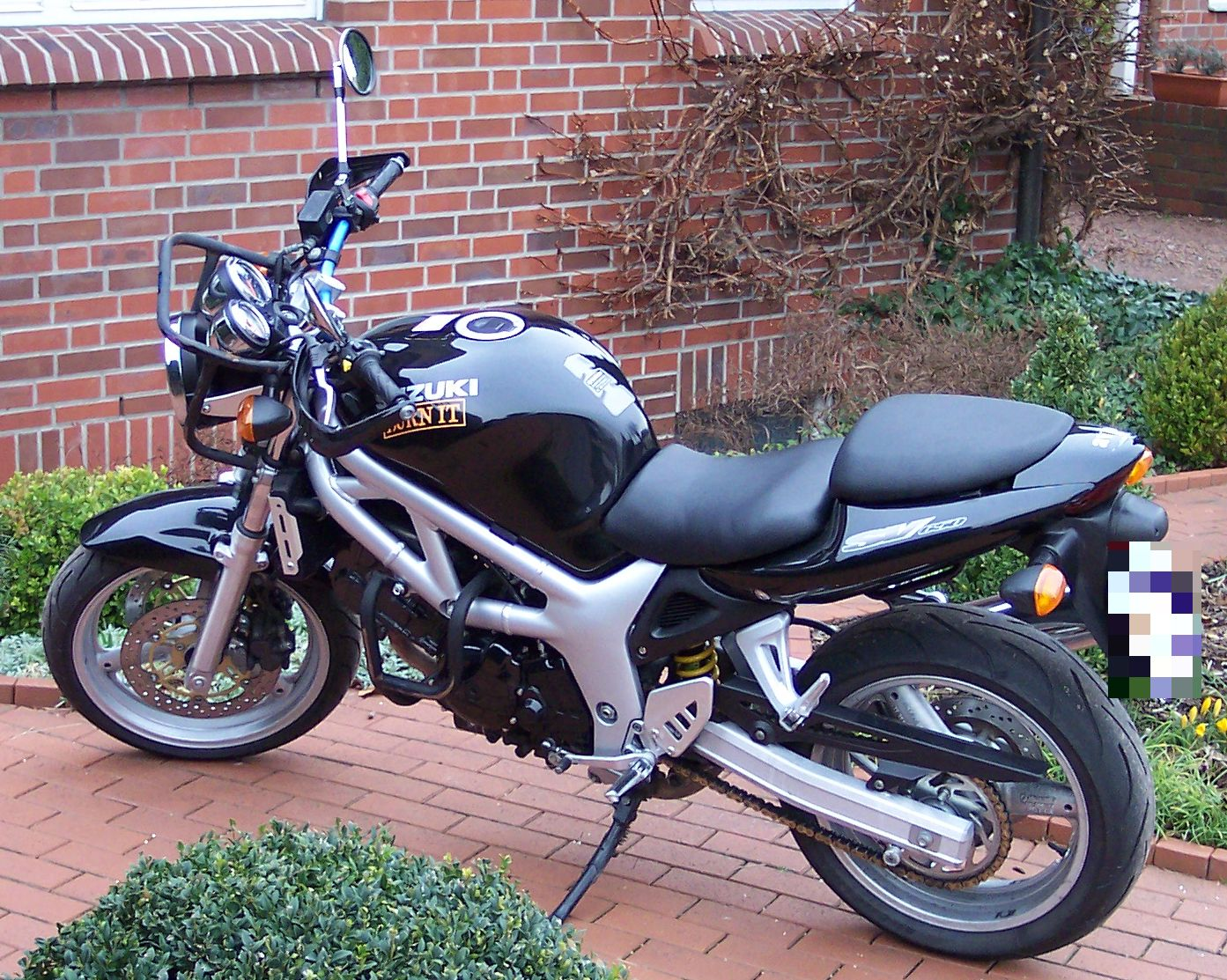
Une machine de moto-école : une Suzuki SV 650 parée des renforts en aciers la protégeant en cas de chute.

Une moto-école désigne aussi bien un organisme assurant la formation des motards que la motocyclette utilisée pour la formation.

## En France
La formation permet à l'élève d'obtenir le permis de conduire (catégorie A) grâce au passage d'épreuves théoriques (code de la route et examen oral) et des épreuves pratiques ("plateau" pour la maniabilité et circulation sur route).
Les véhicules de moto-école sont généralement pourvus de protections en tubes d’acier pour éviter les dégâts en cas de chute. 
Seuls les moniteurs moto sont agréés pour organiser la formation au BSR option deux-roues ;
les moniteurs "voiture" peuvent faire passer le BSR option quadricycle pour la conduite des quads de 50 cm3 (Permis AM).